# 1987 VE2
1987 VE2 är en asteroid i huvudbältet som upptäcktes den 15 november 1987 av de båda japanska astronomerna Seiji Ueda och Hiroshi Kaneda i Kushiro.
Asteroiden har en diameter på ungefär 7 kilometer och den tillhör asteroidgruppen Gefion.